# Estación de Austin (Texas)
Austin es una estación de trenes que se encuentra en Austin, Texas. La estación cuenta con el servicio de la ruta Texas Eagle de Amtrak, que va hacia el norte hasta Chicago y hacia el oeste hasta Los Ángeles. Los trenes pasan todos los días a las 9 y 17 horas.

## Historia
La estación se construyó en 1947 para Missouri Pacific Railroad y ofrece una pequeña sala de espera, taquilla y baño para los pasajeros.